# 千葉県道298号絹郡線

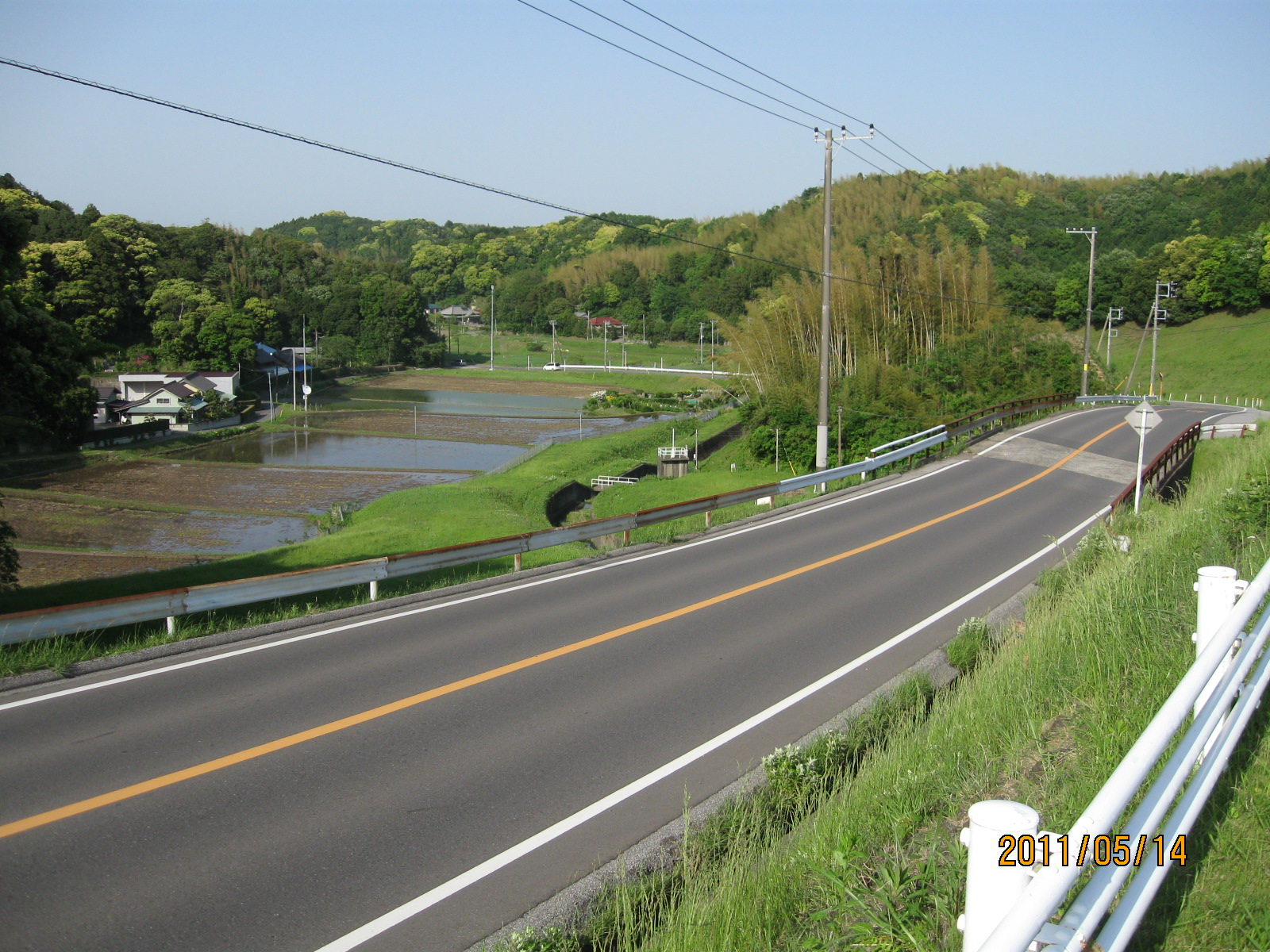
郡ダム付近

千葉県道298号絹郡線（ちばけんどう298ごう きぬこおりせん）は、千葉県富津市と君津市を結ぶ一般県道。両市の内陸部を縫い、国道465号と国道127号の間を短絡するルートとなっている。

## 概要
国道465号から分岐する県道159号の信号交差点を起点として、岩瀬川と平行しつつ住宅地を東へ進む。やがて山間に入る頃に進路を北に変えて富津市から君津市へ入る。間もなく郡ダムとそのダム湖の付近を通過（北緯35度17分44.8秒 東経139度54分25.7秒 / 北緯35.295778度 東経139.907139度）、ダム湖より流出する郡川を渡りながら北上し、郡交差点にて国道127号に合流する。

### 路線データ
- 起点：富津市絹 信号交差点（千葉県道159号君津大貫線接続・北緯35度17分33秒 東経139度52分11.5秒）
- 終点：君津市郡 郡交差点（国道127号接続・北緯35度18分21.1秒 東経139度55分1秒）
- 総延長：6.177 km（君津土木事務所管内：6.177 km[1]）
- 重用延長：なし（君津土木事務所管内：0.0 km）
- 実延長：6.177 km（君津土木事務所管内：6.177 km[1]）
- 認定年月日：1975年（昭和50年）2月7日

## 地理

### 通過する自治体
- 千葉県
  - 富津市 - 君津市

### 交差する道路・河川
- 千葉県道159号君津大貫線（信号交差点（絹））
- 郡川
- 国道127号（郡交差点）

### 沿線
- 岩瀬川
- 宝幢寺
- 富津市立吉野小学校
- 金剛寺
- 道場寺
- 郡ダム
- 正福寺